# Meridià 32 a l'est
El meridià 32 a l'est de Greenwich és una línia de longitud que s'estén des del pol Nord travessant l'oceà Àrtic, Europa, Turquia, Àfrica, l'oceà Índic, l'oceà Antàrtic i l'Antàrtida fins al pol Sud.
El meridià 32 a l'est forma un cercle màxim amb el meridià 148 a l'oest. Com tots els altres meridians, la seva longitud correspon a una semicircumferència terrestre, uns 20.003,932 km. Al nivell de l'Equador, és a una distància del meridià de Greenwich de 3.562 km.

## De Pol a Pol
Començant en el pol Nord i dirigint-se cap al pol Sud, aquest meridià travessa:
| Coordenades                             | País, territori o mar | Notes |
| --------------------------------------- | --------------------- | --- |
| 90° 0′ N, 32° 0′ E / 90.000°N,32.000°E  | Oceà Àrtic            | |
| 80° 14′ N, 32° 0′ E / 80.233°N,32.000°E | Noruega               | Illa de Kvitøya, Svalbard |
| 80° 4′ N, 32° 0′ E / 80.067°N,32.000°E  | Mar de Barents        | |
| 69° 56′ N, 32° 0′ E / 69.933°N,32.000°E | Rússia                | Província de Murmansk - República de Carèlia Passa a través de Llac Ladoga Óblast de Leningrad Província de Novgorod Óblast de Tver Óblast de Smolensk |
| 53° 48′ N, 32° 0′ E / 53.800°N,32.000°E | Belarús               | |
| 53° 5′ N, 32° 0′ E / 53.083°N,32.000°E  | Rússia                | Província de Bryansk |
| 52° 1′ N, 32° 0′ E / 52.017°N,32.000°E  | Ucraïna               | |
| 46° 11′ N, 32° 0′ E / 46.183°N,32.000°E | Mar Negre             | |
| 41° 33′ N, 32° 0′ E / 41.550°N,32.000°E | Turquia               | Per 558 km. |
| 36° 22′ N, 32° 0′ E / 36.367°N,32.000°E | Mar Mediterrània      | |
| 31° 25′ N, 32° 0′ E / 31.417°N,32.000°E | Egipte                | |
| 22° 0′ N, 32° 0′ E / 22.000°N,32.000°E  | Sudan                 | |
| 10° 39′ N, 32° 0′ E / 10.650°N,32.000°E | Sudan del Sud         | |
| 3° 35′ N, 32° 0′ E / 3.583°N,32.000°E   | Uganda                | |
| 0° 5′ S, 32° 0′ E / 0.083°S,32.000°E    | Llac Victòria         | |
| 0° 15′ S, 32° 0′ E / 0.250°S,32.000°E   | Uganda                | |
| 0° 18′ S, 32° 0′ E / 0.300°S,32.000°E   | Llac Victòria         | |
| 2° 15′ S, 32° 0′ E / 2.250°S,32.000°E   | Tanzània              | |
| 9° 4′ S, 32° 0′ E / 9.067°S,32.000°E    | Zàmbia                | |
| 14° 24′ S, 32° 0′ E / 14.400°S,32.000°E | Moçambic              | |
| 16° 26′ S, 32° 0′ E / 16.433°S,32.000°E | Zimbàbue              | |
| 21° 44′ S, 32° 0′ E / 21.733°S,32.000°E | Moçambic              | |
| 24° 22′ S, 32° 0′ E / 24.367°S,32.000°E | Sud-àfrica            | Mpumalanga |
| 25° 25′ S, 32° 0′ E / 25.417°S,32.000°E | Moçambic              | Per uns 11km |
| 25° 31′ S, 32° 0′ E / 25.517°S,32.000°E | Sud-àfrica            | Mpumalanga – per uns 16km |
| 25° 40′ S, 32° 0′ E / 25.667°S,32.000°E | Moçambic              | |
| 25° 59′ S, 32° 0′ E / 25.983°S,32.000°E | Eswatini              | |
| 26° 54′ S, 32° 0′ E / 26.900°S,32.000°E | Sud-àfrica            | KwaZulu-Natal |
| 28° 53′ S, 32° 0′ E / 28.883°S,32.000°E | Oceà Índic            | |
| 60° 0′ S, 32° 0′ E / 60.000°S,32.000°E  | Oceà Antàrtic         | |
| 69° 4′ S, 32° 0′ E / 69.067°S,32.000°E  | Antàrtida             | Terra de la Reina Maud, reclamat per Noruega |